# Viminolo
Il viminolo (Dividol) è un oppioide sintetico sviluppato dalla società Zambon nel 1960. Ha una struttura chimica insolita che non è simile ad altri oppioidi.

## Chimica
Ha sei stereoisomeri diversi che hanno diverse proprietà, l'isomero 2 - (R) è un oppioide μ-agonista circa 10 volte più potente della morfina, mentre l'isomero 2 - (S) è un μ-antagonista. Poiché il viminolo è fornito come miscela racemica di stereoisomeri, complessivamente produce un effetto misto agonista-antagonista che lo rende de facto un oppioide debole con una potenza pari ad un terzo della morfina.

## Effetti farmacologici
Il viminolo come altri oppioidi possiede attività analgesica, sedativa centrale ed euforizzante.